# Dolichopeza circulans
Dolichopeza circulans är en tvåvingeart som beskrevs av Alexander 1953. Dolichopeza circulans ingår i släktet Dolichopeza och familjen storharkrankar. Inga underarter finns listade i Catalogue of Life.